# Câmpia Europeană

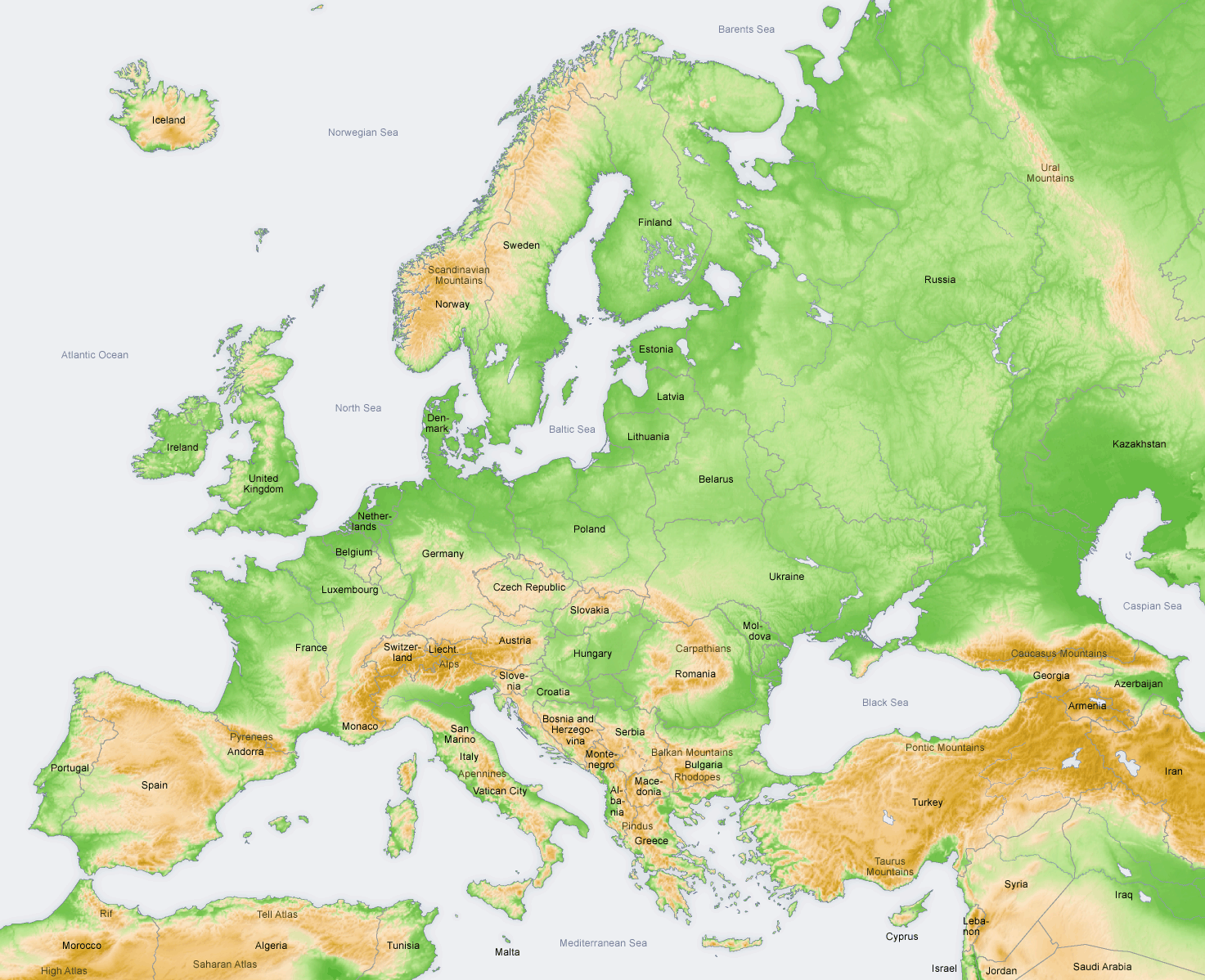
Formele de relief ale Europei

Câmpia Europeană sau Marea Câmpia Europeană este o câmpie din Europa. Este cea mai mare formă de relief fără munți din Europa. Se întinde de la Munții Pirinei și Oceanul Atlantic în vest până la Munții Ural în est. 